# Ramón Sala
Ramón Sala Vallhonrat (nacido el 8 de agosto de 1971 en Tarrasa, Cataluña) es un exjugador de hockey sobre hierba español. Su logro más significativo fue una medalla de plata en los juegos olímpicos de Atlanta 1996.

## Participaciones en Juegos Olímpicos
- Atlanta 1996, medalla de plata.
- Sídney 2000, noveno puesto.